# Jacqueline Jefford
Jacqueline Marie Hélène Jefford épouse Coatanhay, née le 23 mai 1929 dans le 7e arrondissement de Paris et morte le 8 octobre 2017 à Paimpol (Côtes-d'Armor), est une actrice française.

## Biographie
Après un prix au Conservatoire national d'art dramatique (promotion 1953), elle débute à la Comédie-Française (de 1953 à 1956) avant de devenir une figure populaire grâce à de nombreux seconds rôles au cinéma et à la télévision.
Elle a fait toute sa carrière sous son nom de jeune fille Jacqueline Jefford.
Elle meurt le 8 octobre 2017 à Paimpol (Côtes-d'Armor) à l'âge de 88 ans, et est incinérée à Saint-Brieuc.

## Filmographie

### Cinéma
- 1961 : Le Tracassin d'Alex Joffé
- 1962 : Snobs ! de Jean-Pierre Mocky - Mme Tousseur
- 1964 : Relaxe-toi chérie de Jean Boyer - Mademoiselle Pelusso
- 1964 : Les Pieds nickelés de Jean-Claude Chambon
- 1964 : La Bonne Soupe de Robert Thomas - la femme de Roger
- 1964 : Un monsieur de compagnie de Philippe de Broca - L'Américaine du Sacré-Cœur (non crédité)
- 1966 : Les Combinards de Juan Estelrich, Riccardo Pazzaglia et Jean-Claude Roy - Odette
- 1966 : Les malabars sont au parfum de Guy Lefranc - Olga, l'agent russe
- 1966 : Le Voyage du père de Denis de la Patellière - La concierge
- 1974 : Les murs ont des oreilles de Jean Girault - La directrice de l'agence
- 1977 : Moi, fleur bleue d'Éric Le Hung - La prof de français
- 1978 : La Zizanie de Claude Zidi - La seconde dame
- 1979 : Le Gendarme et les Extra-terrestres de Jean Girault - Sœur carrure rugbyman
- 1983 : Les Malheurs d'Octavie de Roland Urban - Yvonne Perlin
- 1996 : Pédale douce de Gabriel Aghion

### Télévision
- 1956 : La Famille Anodin de Marcel Bluwal (série télévisé) - 3 épisodes - Marie
- 1960 :  En votre âme et conscience - épisode : La chambre 32 de Claude Barma
- 1965 : Les Jeunes Années - épisodes 4, 5, 7, 8 de Joseph Drimal : la directrice de l'Atelier
- 1968 :  Le Tribunal de l'impossible - épisode : Les rencontres du Trianon ou La dernière rose de Roger Kahane - Miss Jourdain
- 1970 : Ne vous fâchez pas Imogène de Lazare Iglesis - Imogène
- 1974 : Schulmeister, espion de l'empereur - épisode : Après les cent jours de Jean-Pierre Decourt - Mary Osburn
- 1977 : Les Enquêtes du commissaire Maigret, épisode : L'Amie de Mme Maigret de Marcel Cravenne - La gérante de l'hôtel Beausejour
- 1979 : L'Étrange Monsieur Duvallier - épisode : Flic-flash de Victor Vicas - Mme Morgante
- 1980 : Cinéma 16, téléfilm : Notre bien chère disparue de Alain Boudet - Mme Passargue
- 1980 : Papa Poule - épisode : Ça fait une belle jambe au Papa Poule de Roger Kahane
- 1983 : L'Homme de la nuit de Juan Luis Buñuel - La mère de Maxime
- 1983 : Les Nouvelles Brigades du Tigre de Victor Vicas, épisode Lacs et entrelacs de Victor Vicas -  Marie Bonheur
- 1988 : Vivement lundi ! (sitcom)
- 1990 : Le Mari de l'ambassadeur de François Velle - Mme Delamotte
- 1991 : Maguy (épisode : TX-Troll de drame)
- 1993 : Les Noces de carton, téléfilm de Pierre Sisser - Madame Martineau-Dubreuil
- 1997 : Nini, téléfilm de Myriam Touzé - Mme Gruber
- 1997 : L'Histoire du samedi - téléfilm : Et si on faisait un bébé ? de Christiane Spiero - Le Proviseur

#### Théâtre pour la télévision
- 1961 :  Le Théâtre de la jeunesse - Cosette d'après les Misérables de Victor Hugo, réal. Alain Boudet - La surveillante
- 1972 - 1969 : Au théâtre ce soir :
  - 1972 : Les Boulingrin de Georges Courteline, mise en scène Jean Meyer, réalisation Georges Folgoas, Théâtre Marigny
  - 1972 : Le Médecin malgré lui de Molière, mise en scène Jean Meyer, réalisation Georges Folgoas, Théâtre Marigny -  Martine
  - 1972 : Une femme libre d'Armand Salacrou, mise en scène Jacques Mauclair , réalisation Pierre Sabbagh, Théâtre Marigny - Adrienne
  - 1971 : Huit femmes de Robert Thomas, mise en scène Jean Le Poulain, réalisation Pierre Sabbagh, Théâtre Marigny - Augustine, la sœur de Gaby
  - 1969 : Bichon de Jean de Létraz, mise en scène Robert Manuel, réalisation Pierre Sabbagh, Théâtre Marigny - Tante Pauline
  - 1968 : L'Œuf à la coque de Marcel Franck, mise en scène François Guérin, réalisation Pierre Sabbagh, Théâtre Marigny - Sophie

## Doublage

### Cinéma

#### Films
- Shelley Winters dans :
  - Les Chasseurs de scalps (1968) : Kate
  - Cité en feu (1979) : l'infirmière Andrea Harper
- 1990 : Bons Baisers d'Hollywood : la grand-mère (Mary Wickes)

## Théâtre
- 1957 : La Mouche bleue de Marcel Aymé, m.e.s  de Claude Sainval à la Comédie des Champs-Élysées
- 1958 : Misère et Noblesse, m.e.s et adaptation Jacques Fabbri, réalisation : Marcel Bluwal au Théâtre Mogador - Bettina
- 1961 : Le Maître de Santiago, m.e.s Jean Marchat au Festival de Bourgogne - Tia Campanita
- 1963 : Le Maître de Santiago, m.e.s Jean Marchat au château de Plessis-Macé - Tia Campanita
- 1971 : La Maison de Zaza de Gaby Bruyère, m.e.s Robert Manuel au Théâtre des Nouveautés - La Générale Yolande de Zarogan dite Zaza
- 1971 : Huit Femmes de Robert Thomas au Théâtre Marigny - Augustine
- 1976 : Les Misérables de Paul Achard d'après Victor Hugo, mise en scène Jean Meyer, Théâtre des Célestins avec Jean Marais, Jean Meyer, Fernand Ledoux
- 1987 : C'est encore mieux l'après-midi de Ray Cooney, mise en scène de Pierre Mondy, théâtre des Variétés.